# Hlebce (priimek)
Hlebce je priimek v Sloveniji, ki ga je po podatkih Statističnega urada Republike Slovenije na dan 1. januarja 2010 uporabljalo manj kot 5 oseb.

## Znani nosilci priimka
- Angelca Hlebce (1922—2005), igralka
- Anica Cevc (rojena Hlepce)